# Pristacrus laticollis
Pristacrus laticollis is een keversoort uit de familie loopkevers (Carabidae). De wetenschappelijke naam van de soort is voor het eerst geldig gepubliceerd in 1837 door Gory & Laporte de Castelnau.